# Орсини, Джордано
Джорда́но Орси́ни (итал. Giordano Orsini; ок. 1360-е годы, Рим, Папская область — 29 мая 1438, там же) — итальянский куриальный кардинал, декан Коллегии кардиналов в 1428—1438, известный меценат и покровитель гуманизма. Архиепископ Неаполя с 13 февраля 1400 по 12 июня 1405. Администратор Печа с 4 сентября 1409 по 13 августа 1410. Великий пенитенциарий с 1419 по 29 мая 1438. Архипресвитер патриаршей Ватиканской базилике с 1434 по 29 мая 1438.  Декан Священной Коллегии кардиналов с 1428 по 29 мая 1438. Кардинал-священник с титулом церкви Санти-Сильвестро-э-Мартино-ай-Монти с 12 июня 1405 по июнь 1412, in commendam с июня 1412 по. Кардинал-епископ Альбано с июня 1412 по 14 марта 1431. Кардинал-епископ Сабины с 14 марта 1431 по 29 мая 1438.

## Биография
Родился в Риме, происходил из знатного семейства Орсини. Точная дата рождения неизвестна.
Он был избран архиепископом Неаполя в феврале 1400 года Папой Бонифацием IX; к тому времени Орсини уже несколько лет исполнял обязанности аудитора Римской Роты. 12 июня 1405 года он был возведён в кардинальский сан Папой Иннокентием VII.
Джордано Орсини участвовал в выборах Григория XII и сначала поддержал его, однако впоследствии, вместе с несколькими другими кардиналами, перешёл в оппозицию к нему и даже издал против него обвинительный памфлет. Он заседал в числе представителей римской курии на Пизанском соборе, где способствовал избранию Александра V. Позднее он стал одним из доверенных лиц преемника Александра, антипапы Иоанна XXIII, и в качестве его легата выполнял поручения в Испании и Болонье.
Орсини принял участие в Констанцском соборе, проголосовав за избрание Мартина V. Новый Папа также назначил его своим легатом, и в этой должности Джордано Орсини в 1418 году отбыл во Францию, чтобы организовать переговоры о мире между Англией и Францией. Позднее, в 1426 году, он по приказу Папы отправился в Богемию, чтобы бороться с ересью гуситов. В этой поездке его сопровождал Николай Кузанский, в то время личный секретарь Орсини.
Вернувшись в Рим, он получил сан декана Коллегии кардиналов (1428) и был назначен ответственным за состояние римских церквей. Способствовал избранию Папы Евгения IV, с которым его связывали давние дружеские отношения, и в качестве его легата посетил Ферраро-Флорентийский собор, где выступил против концилиаристов.
Джордано Орсини умер 29 мая (по другим источникам, 29 июля) 1438 года и был похоронен в часовне, выстроенной на его деньги, в соборе св. Петра в Риме.

## Покровительство искусствам
Кардинал Джордано Орсини был известен как покровитель искусств и человек разносторонних интересов. Среди его протеже были философ Николай Кузанский, историк Леонардо Бруни, гуманист Лоренцо Валла и другие видные мыслители того времени.
Около 1430 года Орсини приказал построить палаццо для театральных представлений; это здание стало одним из первых театров, построенных в эпоху Ренессанса. В росписи его стен принимали участие Мазолино да Паникале и Паоло Уччелло. Стены своего дворца кардинал также велел расписать изображениями мифических прорицательниц-сивилл.
Орсини был известен как ценитель античной литературы. Так, он купил во Франции знаменитую книгу Птолемея «Альмагест», собрал в своей библиотеке двенадцать комедий Плавта и немало других произведений. Кардинал и сам занимался литературным творчеством; в 1437 году он передал свои произведения в распоряжение Католической Церкви, а после его смерти Ватикан унаследовал и его библиотеку. Кроме того, Джордано Орсини оставил отчёты о посещённых им церковных соборах, которые сейчас являются важными историческими документами.